# Спірідонешть
Спірідонешть, Спірідонешті (рум. Spiridonești) — село у повіті Нямц в Румунії. Входить до складу комуни Ікушешть.
Село розташоване на відстані 268 км на північ від Бухареста, 47 км на схід від П'ятра-Нямца, 64 км на південний захід від Ясс.

## Населення
За даними перепису населення 2002 року у селі проживали 274 особи, усі — румуни. Усі жителі села рідною мовою назвали румунську.